# Adalgis
Adalgis ali Adelhis je kot pridruženi kralj Langobardskega kraljestva vladal skupaj z očetom Deziderijem od avgusta 759 do očetove odstavitve junija 774,  * ni znano, Langobardsko kraljestvo, † 788.

## Življenjepis
Adalgisova mati je bila langobardska kraljica Ansa iz bogate aristokratske družine iz Brescie. 
Ko je leta 773 Langobardsko kraljestvo napadel frankovski kralj Karel Veliki, je bil Deziderij v prestolnici Pavii in se neuspešno upiral frankovskemu obleganju.  Adalgis je pobegnil v Verono kjer je ščitil vdovo in otroka Karlovega brata Karlmana, ki se je po odstopu z vladarskega položaja umaknil  v samostan. Adalgis se tudi po padcu Pavie in približevanju frankovske vojske ni zoperstavil Frankom, ampak je pobegnil v Konstantinopel, kjer ga je sprejel cesar Konstantin V. in ga povišal v patricija.
Upal je, da se bo vrnil in ponovno osvojil Italijo, in v ta namem iskal pomoč pri vojvodi Arehisu II. Beneventskemu. Mnogo Langobardov se ni uklonilo frankovski nadoblasti v prepričanju, da je Adalgisova vrnitev neizbežna. O tem sta pisala tudi zgodovinar Pavel Diakon in Karlov biograf Einhard.
Bizantinci so dali Adalgisu zahtevano vojaško pomoč samo po neuspelem poskusu bizantinske cesarice Irene Atenske, da bi svojega sina Konstantina VI. poročila s Karlovo hčerko  Rotrudo. V ekspedicijski vojski je bil Adalgis podrejen sakelariju in logotetu Ihoanesu, kateremu so bile priključene sicilske čete pod poveljstvom patricija Teodorosa. Bizantinska vojska se je proti koncu leta 788 izkrcala v Kalabriji in naletela na združeno vojsko langobardskih vojvod  Hildepranda Spoletskega in Grimoalda III. Beneventskega, ki je nasledil svojega očeta Arehisa II. Beneventskega in sklenil mir s Franki. Langobardsko vojsko so spremljale frankovske enote pod Vinigesom. V neizbežni bitki so bili Bizantinci poraženi. O Adalgisovem kasnejšem življenju ni nobenega podatka.